# Cryptodendrum adhaesivum
Cryptodendrum adhaesivum là loài hải quỳ duy nhất thuộc chi Cryptodendrum trong họ Thalassianthidae. Loài này được mô tả lần đầu tiên vào năm 1877.

## Phạm vi phân bố và môi trường sống
C. adhaesivum có phạm vi trải dài trên khắp khu vực Ấn Độ Dương - Thái Bình Dương. Từ Biển Đỏ, loài này xuất hiện trải dài về phía đông đến Polynésie thuộc Pháp, giới hạn phía bắc đến Nhật Bản, phía nam đến Singapore và Úc.
Loài hải quỳ này sống trên các rạn san hô và mỏm đá ở vùng gian triều, được tìm thấy ở độ sâu đến ít nhất là 49 m.

## Mô tả

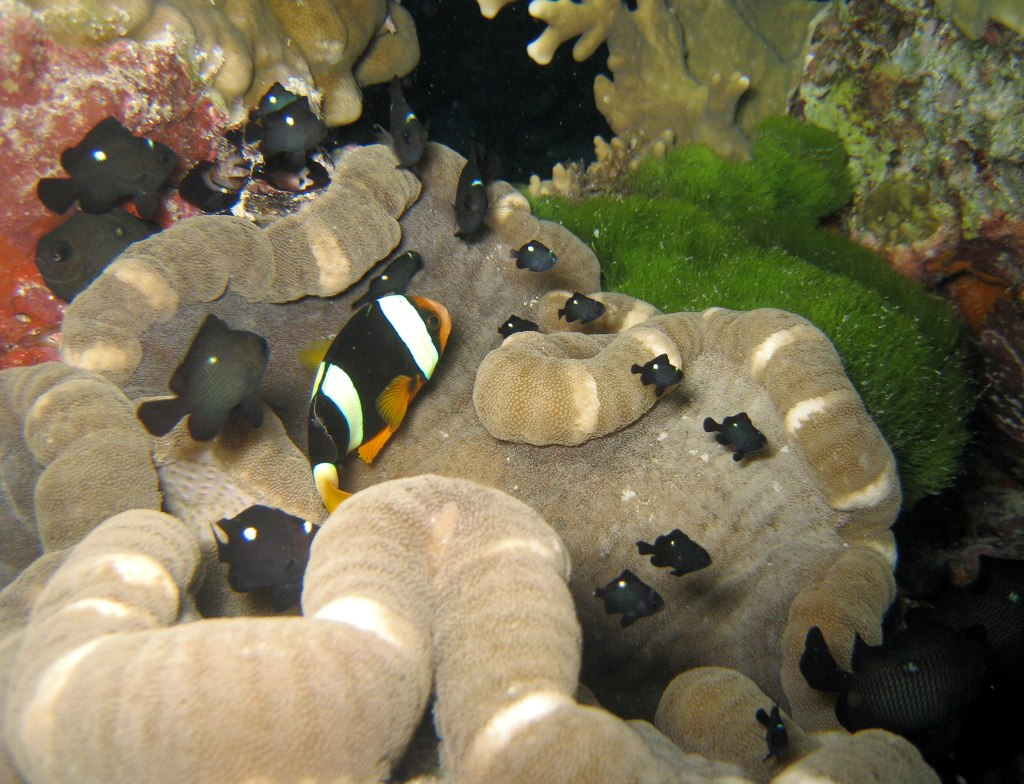
A. clarkii cùng một đàn D. trimaculatus trên C. adhaesivum

Đĩa miệng có đường kính đến 30 cm, phẳng khi mở rộng, nhưng hơi nhấp nhô. Xúc tu của C. adhaesivum rất có độ dính, chỉ dài khoảng 5 mm, với những nhánh ngắn ở ngọn như bàn tay và bao phủ gần như toàn bộ đĩa miệng. Xúc tu gần rìa có dạng hình cầu, đường kính khoảng 1 mm. Xúc tu của hai dạng này thường khác biệt về màu sắc, chủ yếu được nhìn thấy với các cặp màu: vàng – hồng, xanh lam – xám hay xanh lục – nâu. Các cụm xúc tu ở trung tâm, cũng như phần cuống và ngọn của mỗi xúc tu, có khi cũng khác nhau về màu sắc.

## Sinh thái học
Thân của C. adhaesivum hẹp và bám sâu vào một khe hốc. Là loài nhạy cảm, chúng sẽ rút ngay vào hang khi gặp nguy hiểm.

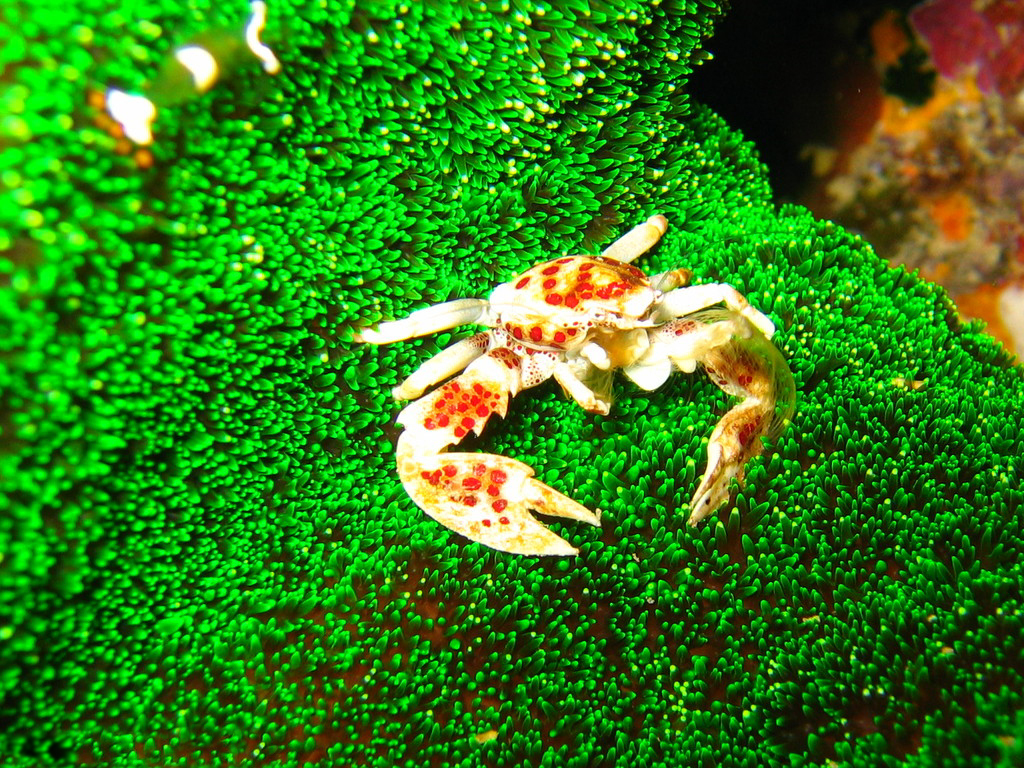
Cua Neopetrolisthes maculatus trên các xúc tu của C. adhaesivum

C. adhaesivum là vật chủ của duy nhất một loài cá hề là Amphiprion clarkii. Ngoài ra, cá thia con của loài Dascyllus trimaculatus, một số loài cua của chi Neopetrolisthes và Petrolisthes, tôm của chi Thor và Periclimenes đều có mối quan hệ cộng sinh với hải quỳ C. adhaesivum. Bên cạnh đó, cũng như hải quỳ của hai chi Heteractis và Stichodactyla, C. adhaesivum là vật chủ bắt buộc của nhiều loại tảo đơn bào cộng sinh (zooxanthellae).

## Độc tố và tác dụng dược học
Nọc độc của hải quỳ C. adhaesivum và Heteractis malu có tác dụng ức chế đáng kể các tế bào A549 (gây ung thư phổi), tế bào A431 (gây ung thư da) và tế bào T47D (gây ung thư vú).